# تبعية اقتصادية
التبعية الاقتصادية تعني بمفهومها إلى خضوع اقتصاد قومي متخلف، لاقتصاد قومي متقدم، سواء أكان اقتصاد بلد معين، أم اقتصاد منطقة معينة، ويكون هذا الخضوع أو هذه التبعية شاملة لكل المتغيرات التي تحدث في الدولة المتقدمة أو للقرارات التي تصدر عنها، نتيجة لما يتميز به الاقتصاد المتقدم من السيطرة المالية، والتجارية، والتقنية.